# Малкольм Еллісон
Малкольм Еллісон (англ. Malcolm Allison, 5 вересня 1927, Дартфорд — 14 жовтня 2010) — англійський футболіст, що грав на позиції захисника. По завершенні ігрової кар'єри — тренер.

## Ігрова кар'єра
У дорослому футболі дебютував 1945 року виступами за команду клубу «Чарльтон Атлетик», але основним гравцем не став, взявши участь лише у 2 матчах чемпіонату.
У лютому 1951 року перейшов до клубу «Вест Гем Юнайтед», за який відіграв 6 сезонів. Більшість часу, проведеного у складі «Вест Гем Юнайтед», був основним гравцем команди. Тут він набрав досвід не тільки як футболіст, а й як майбутній тренер, і часто залишався після тренувань з усіма, хто цікавиться футболом, щоб обговорити і виробити нову тактику. 1958 року важко захворів на туберкульоз, що призвело до видалення частини легені і передчасного завершення спортивної кар'єри. Протягом певного періоду він залишив футбол взагалі і працював спочатку як торговець автомобілями, потім як власник нічного клубу. Згодом Еллісон повернувся до футболу, щоб грати в аматорській команді «Ромфорд».

## Кар'єра тренера
Розпочав тренерську кар'єру 1963 року, очоливши тренерський штаб клубу «Бат Сіті», а наступного року недовго попрацював з канадським «Торонто Сіті». Після цього, домігшись успіхів у «Плімуті», був запрошений помічником головного тренера Джо Мерсера в «Манчестер Сіті». Цей тренерський тандем дозволив команді домогтися найкращих досягнень за всю її історію, перетворивши «Манчестер Сіті» наприкінці 1960-х в один з найсильніших клубів країни. На рахунку команди перемога в чемпіонаті Англії в сезоні 1967/68, Кубок Англії 1969 року, Кубок Футбольної ліги 1970 року та Кубок володарів кубків УЄФА 1970 року. Після переходу Мерсера в «Ковентрі» Еллісон два сезони сам очолював «Манчестер», проте 11-те місце в 1973 році змусило його подати у відставку.
Надалі його тренерська кар'єра в Англії йшла з перемінним успіхом і він вирішив спробувати щастя за кордоном, де найбільшого успіху домігся, очолюючи португальський «Спортінг», привівши його до чемпіонського дублю — перемоги в чемпіонаті і Кубку країни 1982 року. В цілому він встиг попрацювати тренером в 11 клубах, а також зі збірною Кувейту.
Останнім місцем тренерської роботи був клуб «Бристоль Роверс», головним тренером команди якого Малкольм Еллісон був з 1992 по 1993 рік.

## Останні роки життя і смерть
У 2001 році його син заявив, що Еллісон страждає від алкоголізму. 2009 року було повідомлено, що в Еллісона деменція.
Малкольм Елісон помер у будинку для престарілих 14 жовтня 2010 року у віці 83 років. У нього було шість дітей. Прощання з ним відбулося 27 жовтня на стадіоні «Сіті оф Манчестер» перед похованням на Південному цвинтарі.

## Титули і досягнення

### Як тренера
«Манчестер Сіті»
- Чемпіон Англії: 1967/68
- Володар Кубка Англії: 1968/69
- Володар Кубка Футбольної ліги: 1969/70
- Володар Суперкубка Англії: 1968, 1972
- Володар Кубок володарів кубків УЄФА: 1969/70

«Спортінг»
- Чемпіон Португалії: 1981/82
- Володар Кубка Португалії: 1981/82